# Rhodanthemum quezelii
Rhodanthemum quezelii es una especie de planta floral del género Rhodanthemum, tribu Anthemideae, familia Asteraceae. Fue descrita científicamente por Dobignard & Duret.
Se distribuye por Marruecos.